# Tajueco
Tajueco település Spanyolországban, Soria tartományban. Tajueco Bayubas de Arriba, Valderrodilla, Berlanga de Duero és Bayubas de Abajo községekkel határos. Lakosainak száma 57 fő (2024).

## Népesség
A település népessége az elmúlt években az alábbi módon változott:
| Lakosok száma | 120  | 109  | 96   | 91   | 83   | 84   | 71   | 64   | 58   | 57   |
|               | 2001 | 2004 | 2007 | 2009 | 2012 | 2014 | 2017 | 2019 | 2022 | 2024 |